# آمکوا (اورگن)
آمکوا (به انگلیسی: Umpqua) یک منطقهٔ مسکونی در ایالات متحده آمریکا است که در شهرستان داگلاس، اورگن واقع شده‌است. آمکوا ۱٫۹ کیلومتر مربع مساحت و ۱۱۲ نفر جمعیت دارد و ۹۸٫۱۵ متر بالاتر از سطح دریا واقع شده‌است.